# Anna van Habsburg (1318-1343)

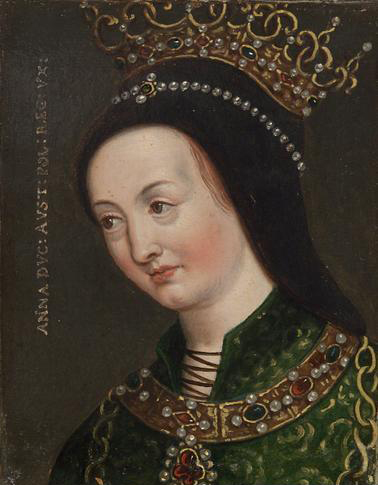
16e-eeuws portret van Anna van Habsburg door Antoni Boys.

Anna van Habsburg (1318 - Wenen, 14 of 15 december 1343) was een prinses uit het huis Habsburg. 

## Levensloop
Anna was de dochter van hertog Frederik de Schone van Oostenrijk en Isabella van Aragón, dochter van koning Jacobus I van Aragón. In 1314 werd haar vader samen met hertog Lodewijk IV van Beieren verkozen tot rivaliserende Rooms-Duitse koningen.
Nadat haar broer Frederik en haar zus Elisabeth zonder nakomelingen waren gestorven, was het belangrijk dat Anna zou huwen. Aanvankelijk was ze verloofd met de latere koning Casimir III van Polen, de zoon van de Poolse koning Wladislaus de Korte, maar de verloving sprong af toen haar vader Frederik de Schone in 1322 door Lodewijk van Beieren werd verslagen in de Slag bij Mühldorf.
Tussen 1326 en 1328 huwde Anna met hertog Hendrik XV van Beieren. Het huwelijk bleef kinderloos en Hendrik XV stierf reeds in 1333. In 1336 hertrouwde ze met graaf Jan Hendrik van Gorizia, maar ook dit huwelijk bleef kinderloos. In 1338 werd Anna voor de tweede maal weduwe. Ze besloot niet meer te hertrouwen en trok zich tot aan haar dood in 1343 terug in een klooster.